# 高田真里
高田 真里（たかだ まり）は、日本の外交官。

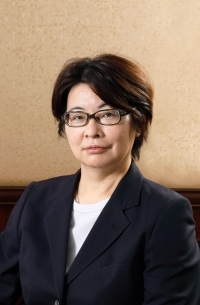
在重慶日本国総領事館ホームページより

令和3年9月から、在重慶日本国総領事館総領事を務める。

## 略歴
- 1992年3月　東京大学教養学部卒業[2]
- 1992年4月　外務省入省
- 1996年6月　在中国日本国大使館 二等書記官
- 2006年8月　在パキスタン日本国大使館 一等書記官（政務班長）
- 2007年8月　在パキスタン日本国大使館 参事官（同上）
- 2008年9月　在香港日本国総領事館 領事（総務部長）
- 2012年1月　領事局邦人テロ対策室長
- 2013年11月　大臣官房文化交流・海外広報課長
- 2015年12月　在インドネシア日本国大使館 公使（経済担当）
- 2018年8月　在香港日本国総領事館 領事（政治・経済部長）
- 2020年9月　在香港日本国総領事館 首席領事（兼経済部長）
- 2021年9月　在重慶日本国総領事館 総領事

## 同期
- 池上正喜（23年大臣官房審議官（欧州局担当））
- 石瀬素行（24年国際情報統括官）
- 金井正彰（24年国際法局長）
- 片平聡（23年経済局長）
- 北村俊博（23年大臣官房審議官（中東アフリカ局、中東アフリカ局アフリカ部、国際協力局、地球規外模課題担当））
- 熊谷直樹（24年大臣官房審議官（Ｇ７外相会合、貿易大臣会合準備事務局長、総合外交政策局、領事局担当））
- 中村和彦（24年地球規模課題審議官・22年大臣官房審議官）
- 中村仁威（24年軍縮不拡散・科学部長、国際法研究者）
- 中村亮（23年アジア大洋州局南部アジア部長）
- 西永知史（23年大臣官房審議官（総合外交政策局担当））
- 原圭一（23年ジブチ大使）
- 別所健一（23年ミュンヘン総領事）
- 宮下匡之（24年儀典長・24年大臣官房審議官（総括担当）兼大臣官房公文書監理官）